# Trous noirs et distorsions du temps : l'héritage sulfureux d'Einstein

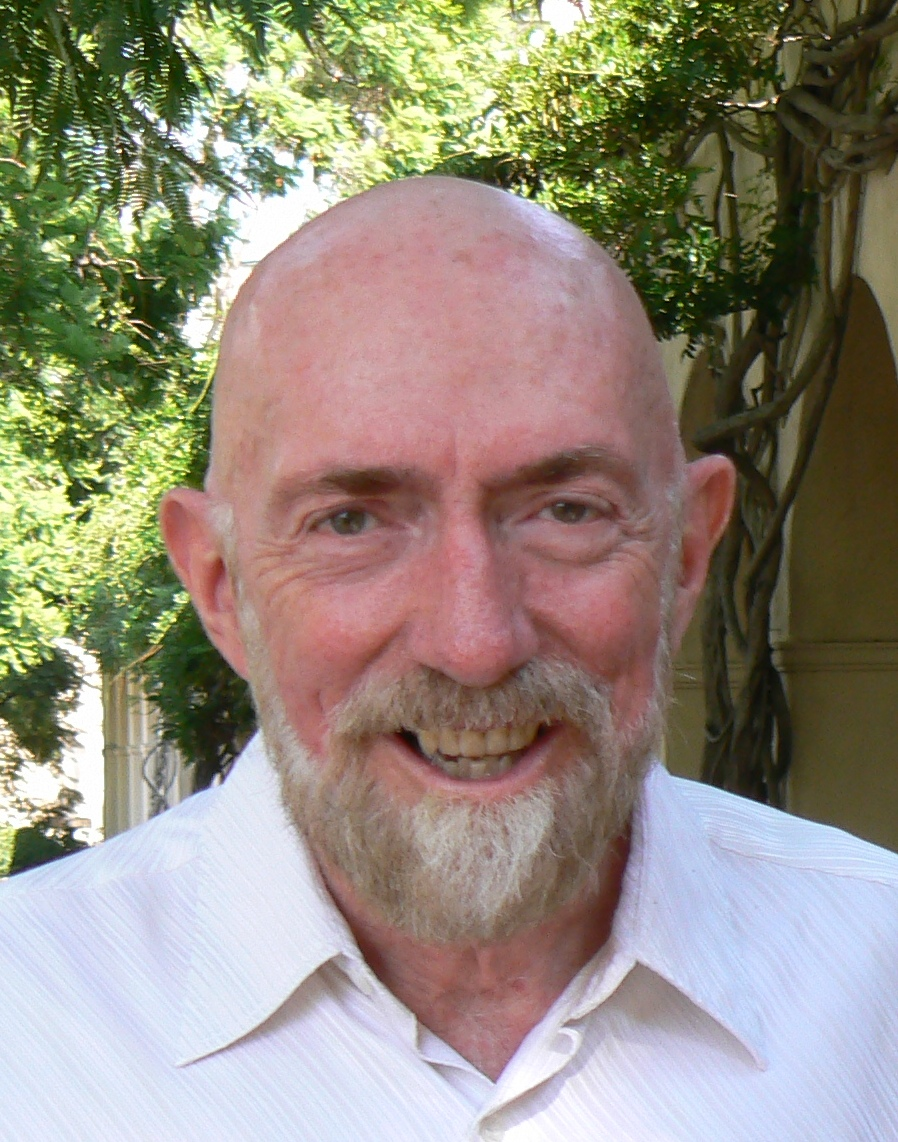
Kip Thorne, auteur du livre

Trous noirs et distorsions du temps : l'héritage sulfureux d'Einstein est un livre de Kip Thorne, astrophysicien américain connu pour ses travaux sur les trous noirs et les différents effets de la gravité sur le continuum espace-temps.
Il explique dans ce livre notamment l'histoire des découvertes de la relativité, des naines blanches, des étoiles à neutrons et des trous noirs. Il explique également certaines notions nécessaires de physique quantique, notamment pour expliquer des phénomènes comme les ondes gravitationnelles et les fluctuations du vide, et détaille dans le dernier chapitre les différentes utilisations des trous de ver, notamment comme machines à voyager dans le temps.